# Flirt (pel·lícula de 1983)
Flirt és una pel·lícula dramàtica italo-francesa de 1983 dirigida per Roberto Russo. Va ser inscrit al 34è Festival Internacional de Cinema de Berlín on Monica Vitti va guanyar l'Ós de Plata per un sol assoliment.

## Plot
Giovanni (Jean-Luc Bideau) i Laura (Monica Vitti) formen una parella perfectament igualada: una brillant agent immobiliari ella i un bon tècnic electrònic ell. Giovanni fa que l'extraordinari i sovint dorm pronunciant un nom: Verònica. Sospitant, Laura vol descobrir que Giovanni té un amant... imaginari. L'home, de fet, pateix al·lucinacions i caldrà molt de temps, molta paciència i una mica d'astúcia, per portar-lo a la raó.

## Repartiment
- Jean-Luc Bideau - Giovanni Landini
- Monica Vitti - Laura
- Alessandro Haber - Amerigo
- Marina Confalone
- Eros Pagni
- Monica Pariante
- Marco Piemonte
- Giacomo Piperno
- Giovanni Russo
- Deddi Savagnone
- Vincenzo Spitaleri
- Franco Trevisi

## Reconeixements
- 1984 - 34è Festival Internacional de Cinema de Berlín
  - Ós de plata a la millor contribució individual a Monica Vitti
  - Nominació per a l'Ós d'Or a Roberto Russo
- 1984 - David di Donatello
  - Millor director novell a Roberto Russo
  - Nominació al Millor actriu a Monica Vitti
  - Nominació al Millor banda sonora a Francesco De Gregori